# Fulco IV de Anjou
Fulco IV de Anjou, llamado el Pendenciero (en francés: Foulque IV d'Anjou, dit le Réchin ou le Querelleur) (Château-Landon, 1043-Angers, 14 de abril de 1109), fue conde de Anjou y conde de Tours, del 1068, hasta su muerte.

## Biografía
Fulco era el segundo hijo varón de Godofredo conde de Gatinés y de Ermengarda de Anjou. Ermengarda era hija de Fulco III de Anjou, conde de Anjou, y de Hildegarda. Ermengarda fue también hermana de Godofredo II, conde de Anjou, y fue la madre además de Fulco, del también conde de Anjou, Godofredo III.
Entre 1043 y 1045 murió su padre y el condado de Gatinés pasó a su hermano, el hijo primogénito. Hacía 1060, Fulco se casó con Ildegarda de Baugency, hija de Lancellino II, señor de Baugency, uno de los vasallos más fieles de su tío, Godofredo II.
En 1060, a la muerte de su tío, Godofredo II de Anjou, mientras su hermano mayor Godofredo III de Anjou, se convertía en conde de Anjou y de Turena, Fulco recibía Saintonge y la señoría de Vihiers.
En 1061 el duque de Aquitania, Guillermo VIII, invadió Saintonge, pero fue derrotado por Fulco y Godofredo III. Al año siguiente, sin embargo, el duque de Aquitania regresó derrotando esta vez a Fulco y expulsándolo de Saintonge.
No contento con la señoría de Vihiers, Fulco se unió a los barones que conspiraban contra su hermano, Godofredo III, y, en poco tiempo, consiguió agrupar alrededor suyo al partido de los insatisfechos y, en 1068, consiguió capturar y encarcelar a su hermano, haciéndose con sus títulos y sus dominios.
Sin embargo, esta usurpación no gustó al rey de Francia, Felipe I, ni a sus vecinos, el conde de Blois, Teobaldo III, y algunos barones del condado de Maine. Fulco IV fue derrotado, pero obtuvo la paz cediendo Gatinés a la corona de Francia, pero a pesar de las fuertes presiones de Felipe I y de Teobaldo III, Godofredo III continuó encarcelado.
Igualmente tras la usurpación, el condado de Anjou no volvió a estar en paz, ya que los barones estuvieron siempre en perenne rebelión obligando a Fulco IV a mantener una guerra continuada.
Quedando viudo de su primera mujer, Ildegarda, Fulco se volvió a casar con Ermengarda de Borbón, hija de Archibaldo IV, señor de Borbón. Sin embargo poco después la repudió obligándola a casar con Guillermo de Jaligny.
En 1072, Fulco IV fue llamado por la regente del condado de Maine, Gersenda, madre del duque Hugo V de Maine, para combatir al duque de Normandía, Guillermo el Conquistador, ahora también rey de Inglaterra. En 1073, Fulco debió abandonar Le Mans, pero continuó apoyando al conde Hugo V contra los ataques de Guillermo y durante muchos años el condado de Maine estuvo, en parte, controlado por los Normandos, que consideraban conde a Roberto II de Normandía, mientras el resto de los territorios eran gobernados por Hugo V, con la protección de Fulco.
Fulco, el 21 de enero de 1076, se casó con Arengarda u Orengarda de Chatelaillon, hija de Isembardo, señor de Châtel-Aillon y, en 1080, la repudió y la encerró en la fortaleza de Beaumont-lès-Tours, cerca de Tours. Así que casó, por cuarta vez, a Mantia, hija del conde de Brienne, Gualterio I, que fue también repudiada antes del 1090.
Durante varios años de lucha, entre 1081 y 1082, se llegó a un acuerdo entre los Anjou y los normandos, la paz de Blanchelande, que reconocía a Roberto II conde de Maine, pero vasallo de Fulco IV. Sin embargo la paz duró poco y, ya en 1083, se reprendieron las operaciones bélicas, también debido a la rotura entre Roberto II y su padre Guillermo. Fulco consiguió retomar el control de Maine, tras la muerte de Guillermo, cuando Roberto se convirtió en duque de Normandía, como Roberto II.
Antes del 1090, Fulco se casó, por quinta vez, con Bertrada de Montfort, hija de Simón I, señor de Monfort, e Inés de Évreux. Pero estando Mantia, su cuarta mujer que había sido repudiada, aún con vida, en 1091, el papa Urbano II condenó la unión entre Fulco y Bertrada, que dejando a su marido, el 15 de mayo de 1092, se casó con el rey de Francia, Felipe I.
Durante este periodo, la abierta rebelión de diversos feudatarios, obligó a Fulco IV a llamar en 1098 a su hijo primogénito, Godofredo IV, heredero del condado de Anjou, para llevar el peso de dirigir al ejército. Godofredo trabajó en combatir a los vasallos rebeldes, y al mismo tiempo trató de contrarrestar al rey de Inglaterra, Guillermo II, que ahora gobernaba también el ducado de Normandía. Fulco invadió el condado de Maine, yendo en apoyo del conde Elias I de Beaugency, que a pesar de la ayuda del Anjou, fue hecho prisionero por Guillermo II.
La muerte de Guillermo II y el retorno de Roberto II a Normandía, permitió la liberación de Elias I, que retomó el gobierno del condado. 
Igual, en 1104, su segundo hijo, el hijo de Bertrada de Montfort, Fulco el Joven regresó a Anjou y apoyó a su padre en su lucha por el control del gobierno del condado, contra Godofredo IV.
El joven Godofredo IV, diligente, temido por los barones y apreciado por el clero, continuó luchando contra todos aquellos que resistían y, junto a Fulco IV tomó la ciudad de La Chertre, incendió Thouars pero durante el asedio de Candé, en 1106, fue asesinado.
Con la muerte de Godofredo, Fulco IV retomó el control absoluto del condado de Anjou, mientras el hermanastro, Fulco el Joven se convirtió en el nuevo heredero, tanto de Anjou como de Turenna, pero la independencia de los barones no encontró ya más obstáculos. 
Fulco IV, murió en Angers, el 14 de abril de 1109, dejando sus títulos y sus dominios al único hijo varón que le quedaba con vida, Fulco el Joven.

## Descendencia
Fulco de Ildegarda de Baugency tuvo una hija:
- Ermengarda (1070-1156), en 1089, se casó con el duque de Aquitania y conde de Poitiers, Guillermo IX, que tres años después, en 1092, la repudió; entonces se casó con el duque de Bretaña, Alano IV.[2]

De Ermengarda de Borbón tuvo un hijo:
- Godofredo (1072-1106),[2] conde de Anjou junto a su padre.

De Arengarda u Orengarda de Chatelaillon no tuvo hijos.
De Mantia de Brienne no tuvo hijos.
Finalmente de Bertrada de Montfort tuvo un hijo:
- Fulco, llamado el Joven (1091-1143), conde de Anjou, conde consorte y después conde de Maine y por lo tanto rey de Jerusalén.